# HD 13808
Désignations
HD 13808 est une étoile naine orange située dans la constellation de l'Éridan.

## Système planétaire
Deux exoplanètes sont en orbite autour de cette étoile, ce sont HD 13808 b et HD 13808 c, elles ont été découvertes en 2011,.
| Planète | Masse | Demi-grand axe (ua) | Période orbitale (jours) | Excentricité | Inclinaison | Rayon |
| ------- | ----- | ------------------- | ------------------------ | ------------ | ----------- | ----- |
| b       | —     | 0,101 7 ± 0,001 6   | 14,182 ± 0,005           | 0,17 ± 0,07  |             |       |
| c       | —     | 0,247 6 ± 0,004 1   | 53,832 ± 0,112 7         | 0,43         |             |       |